# Zdravotnické operační středisko

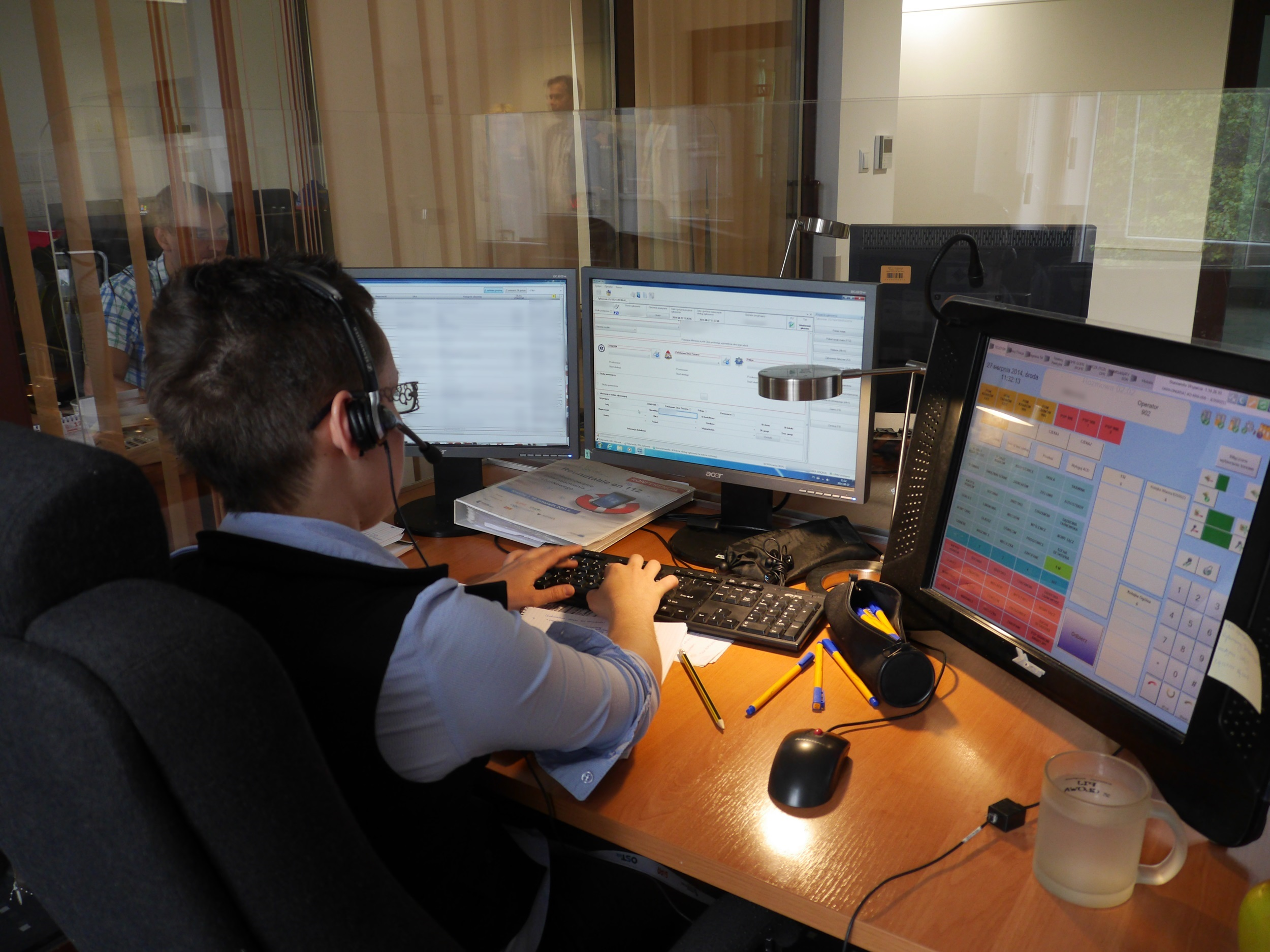
Zdravotnické operační středisko v Krakově, Polsko

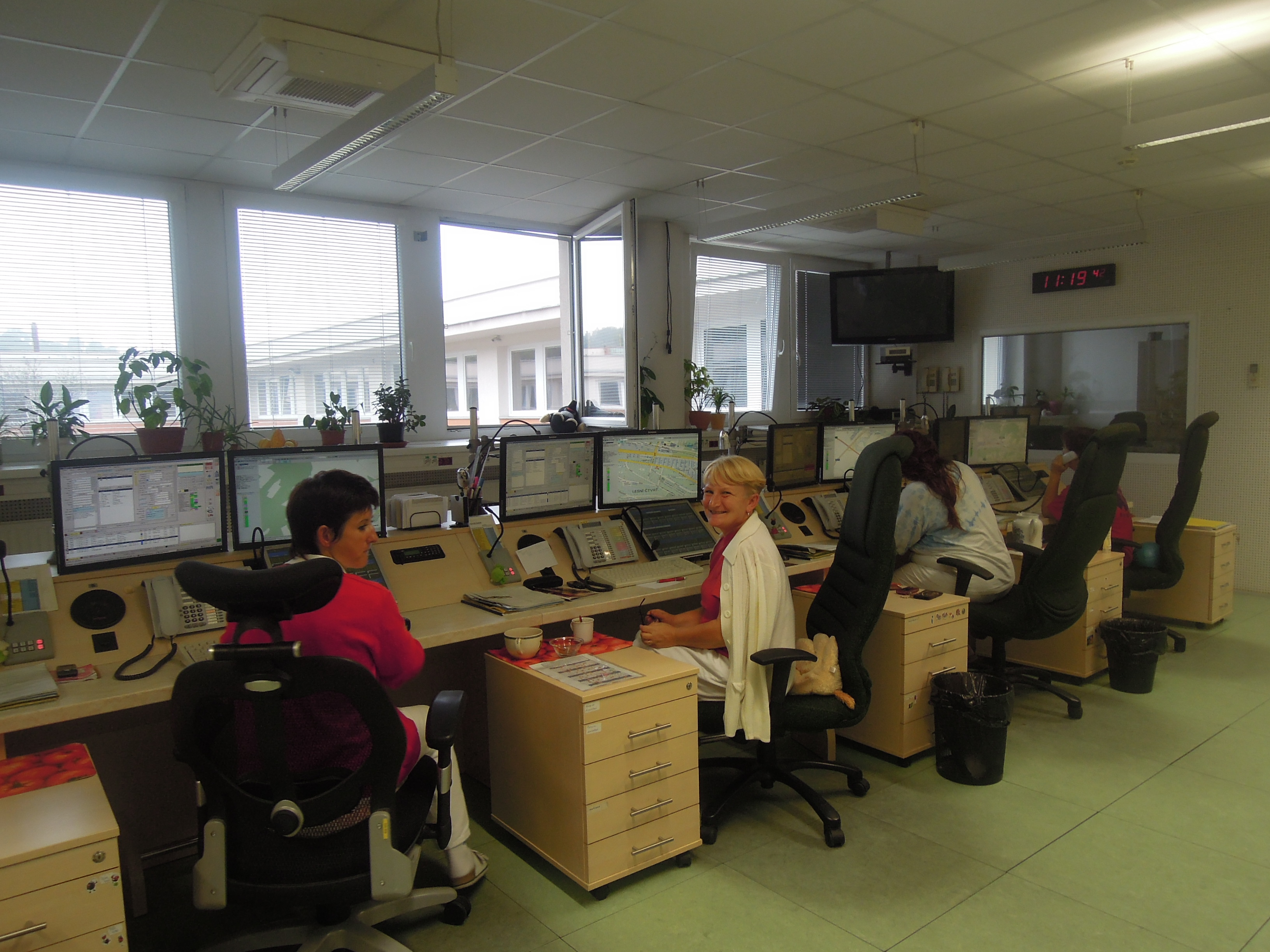
Zdravotnické operační středisko Zdravotnické záchranné služby Zlínského kraje ve Zlíně

Zdravotnické operační středisko (ZOS) nebo také krajské zdravotnické operační středisko (KZOS) je centrální pracoviště operačního řízení zdravotnické záchranné služby. Mezi nejdůležitější úkoly každého zdravotnického operačního střediska patří příjem a vyhodnocování tísňových výzev a dále koordinace jednotlivých výjezdových skupin zdravotnické záchranné služby. V Česku fungují zdravotnická operační střediska pod hlavičkou jednotlivých krajských územních zdravotnických záchranných služeb. Téměř každý kraj provozuje pouze jedno operační středisko, které je soustředěno v krajském městě a řídí činnost výjezdových skupin (včetně letecké výjezdové skupiny) centrálně z jednoho místa. Nestátní provozovatelé začlenění do systému poskytování odborné přednemocniční neodkladné péče spolupracují s jednotlivými zdravotnickými operačními středisky. Operační střediska pracují v nepřetržitém provozu.

## Úkoly

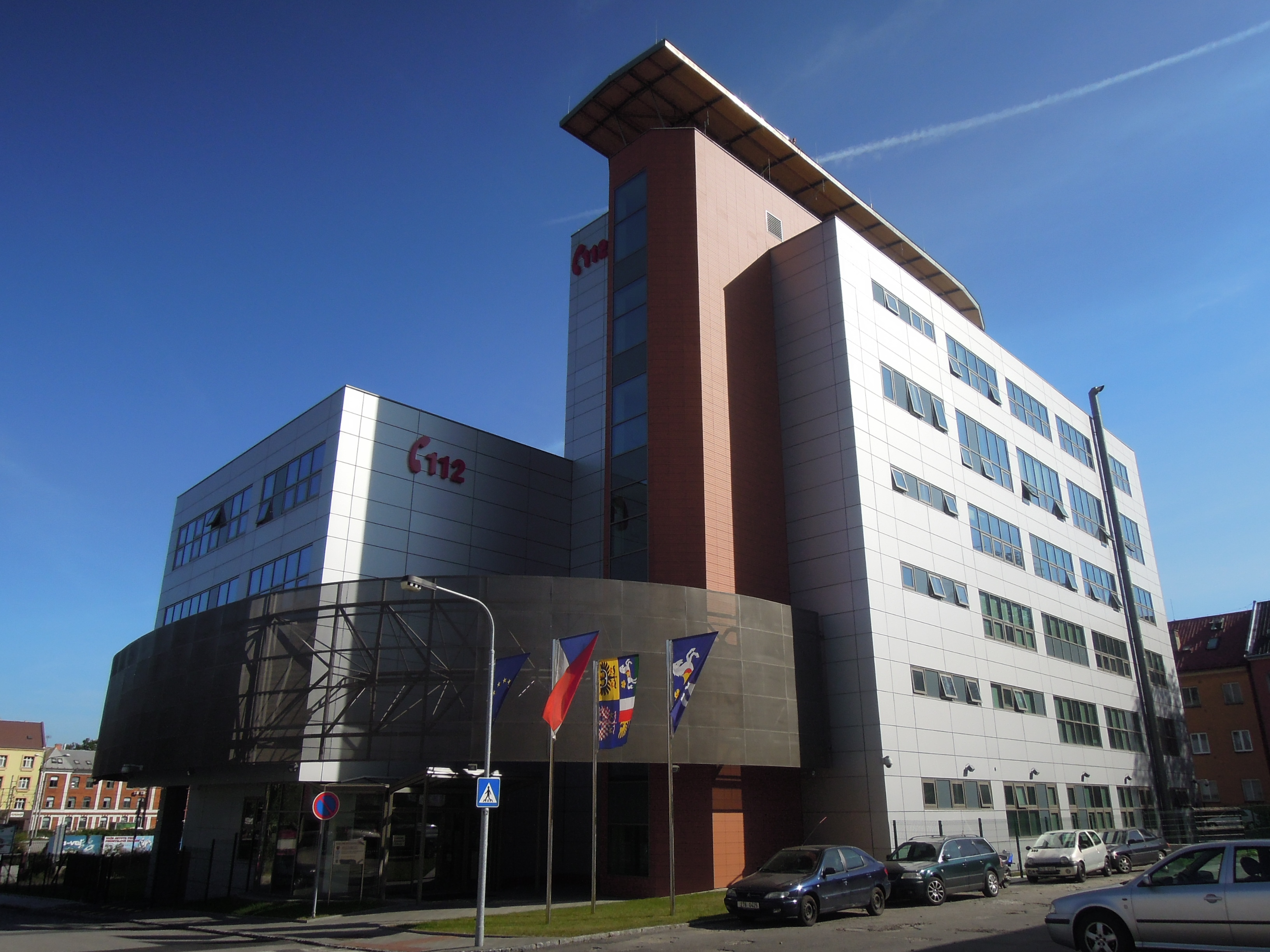
Zdravotnické operační středisko moravskoslezské záchranné služby sídlí v Integrovaném bezpečnostním centru, společném středisku pro všechny složky integrovaného záchranného systému

Mezi nejdůležitější úkoly každého zdravotnického operačního střediska patří zejména:
- příjem a vyhodnocování tísňových výzev
- spolupráce s dalšími složkami integrovaného záchranného systému a orgány krizového řízení
- koordinace výjezdových skupin zdravotnické záchranné služby
- poskytování informací k provádění první pomoci do příjezdu výjezdové skupiny
- spolupráce s ostatními operačními středisky složek integrovaného záchranného systému
- zajišťování komunikace mezi poskytovatelem odborné přednemocniční neodkladné péče a poskytovatelem akutní lůžkové péče
- další úkoly podle místních potřeb (například řízení přepravy pacientů neodkladné péče, řízení zdravotnické dopravní služby, provozování krajské zdravotnické informační linky a další)

## Tísňová volání

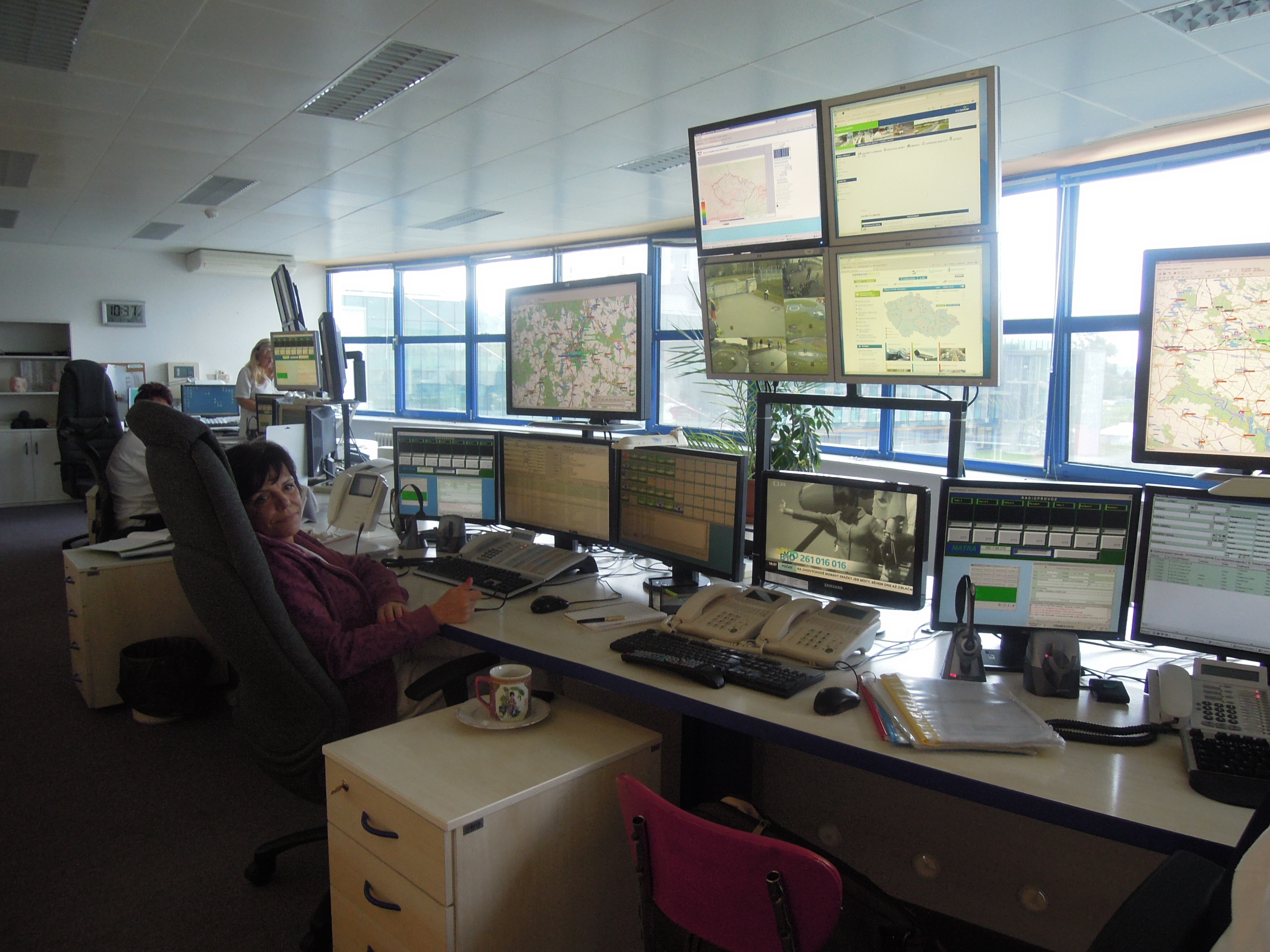
Zdravotnické operační středisko Zdravotnické záchranné služby Kraje Vysočina v Jihlavě

Po přijetí tísňového volání operátor/ka zdravotnického operačního střediska především lokalizuje místo události, vyhodnotí obsah volání a určí stupeň naléhavosti tísňové výzvy. Platná legislativa definuje čtyři stupně naléhavosti:
- první stupeň, kdy BUĎ hrozí bezprostřední ohrožení života v důsledku selhání základních životních funkcí, NEBO jde o událost s hromadným postižením osob
- druhý stupeň, kdy hrozí selhání základních životních funkcí
- třetí stupeň, kdy nehrozí bezprostřední selhání základních životních funkcí, ale je potřeba poskytnout odbornou přednemocniční neodkladnou péči, protože bez jejího poskytnutí by prohlubováním chorobných změn došlo ke vzniku trvalých následků nebo došlo k ohrožení života, případně jde o stav, působící intezivní bolest
- čtvrtý stupeň, kdy není potřeba poskytnout přednemocniční neodkladnou péči, ale operátor/ka rozhodne o vyslání prostředků zdravotnické záchranné služby

Dále rozhodne o vyslání příslušného typu výjezdové skupiny (rychlé zdravotnické pomoci, rychlé lékařské pomoci, rychlé lékařské pomoci v systému Rendez-Vous nebo letecké výjezdové skupny letecké záchranné služby). Po vyslání výjezdové skupiny poskytuje v indikovaných případech telefonicky asistovanou první pomoc včetně telefonicky asistované neodkladné resuscitace.
U méně závažných zdravotních potíží mohou operátoři volajícímu dopručit jiné vhodné řešení dané situace (například doporučení návštěvy praktického lékaře, lékařské pohotovosti nebo urgentního příjmu), případně poskytnout radu k samoléčení ve formě "informace o obvyklém postupu" podle dopručení Splečnosti urgentní medicíny a medicíny katastrof.
Operátorky a operátoři zdravotnických operačních středisek musí pro výkon povolání dovršit minimálního vzdělání zdravotnický záchranář, sestra pro intenzivní péči nebo všeobecná sestra (zde je podmínkou pro samostatný výkon práce operátora absolvování certifikovaného kurzu Operační řízení přednemocniční neodkladné péče). Pro chod každého operačního střediska musí být také dostupní lékaři se vzděláním v oblasti urgentní medicíny a v dalších specializovaných oblastech, a to telefonicky nepřetržitě a osobně do 20 minut od vyžádání.